# Coregonus nigripinnis
Coregonus nigripinnis és una espècie extinta de peix de la família dels salmònids i de l'ordre dels salmoniformes.

## Morfologia
- Els mascles podien assolir 39 cm de llargària total.
- Nombre de vèrtebres: 56-59.[3][4]

## Depredadors
Era depredat per la llampresa de mar (Petromyzon marinus).

## Distribució geogràfica
Es trobava a Nord-amèrica: Grans Llacs d'Amèrica del Nord (llacs Huron, Michigan i Nipigon).

## Longevitat
Vivia fins als 14 anys.